# Fernando Prass
Fernando Büttenbender Prass (Viamão, 9 d'juliol de 1978), més conegut com a Fernando Prass, és un exfutbolista brasiler que jugava com a porter, amb una destacada carrera al Palmeiras.

## Palmarès
Grêmio
- Campionat gaúcho: 1999
- Copa Sul: 1999

Vila Nova
- Campionat goiano: 2001

Coritiba
- 2 Campionat paranaense: 2003, 2004

Vasco da Gama
- Campionat Brasiler Série B: 2009
- Copa del Brasil: 2011

Palmeiras
- Campionat Brasiler Série B: 2013
- Copa del Brasil: 2015
- Campionat Brasiler: 2016